# Sala Monferrato
Sala Monferrato és un municipi al territori de la província d'Alessandria, a la regió del Piemont (Itàlia). Limita amb els municipis de Cella Monte, Cereseto, Ottiglio, Ozzano Monferrato i Treville.

## Galeria

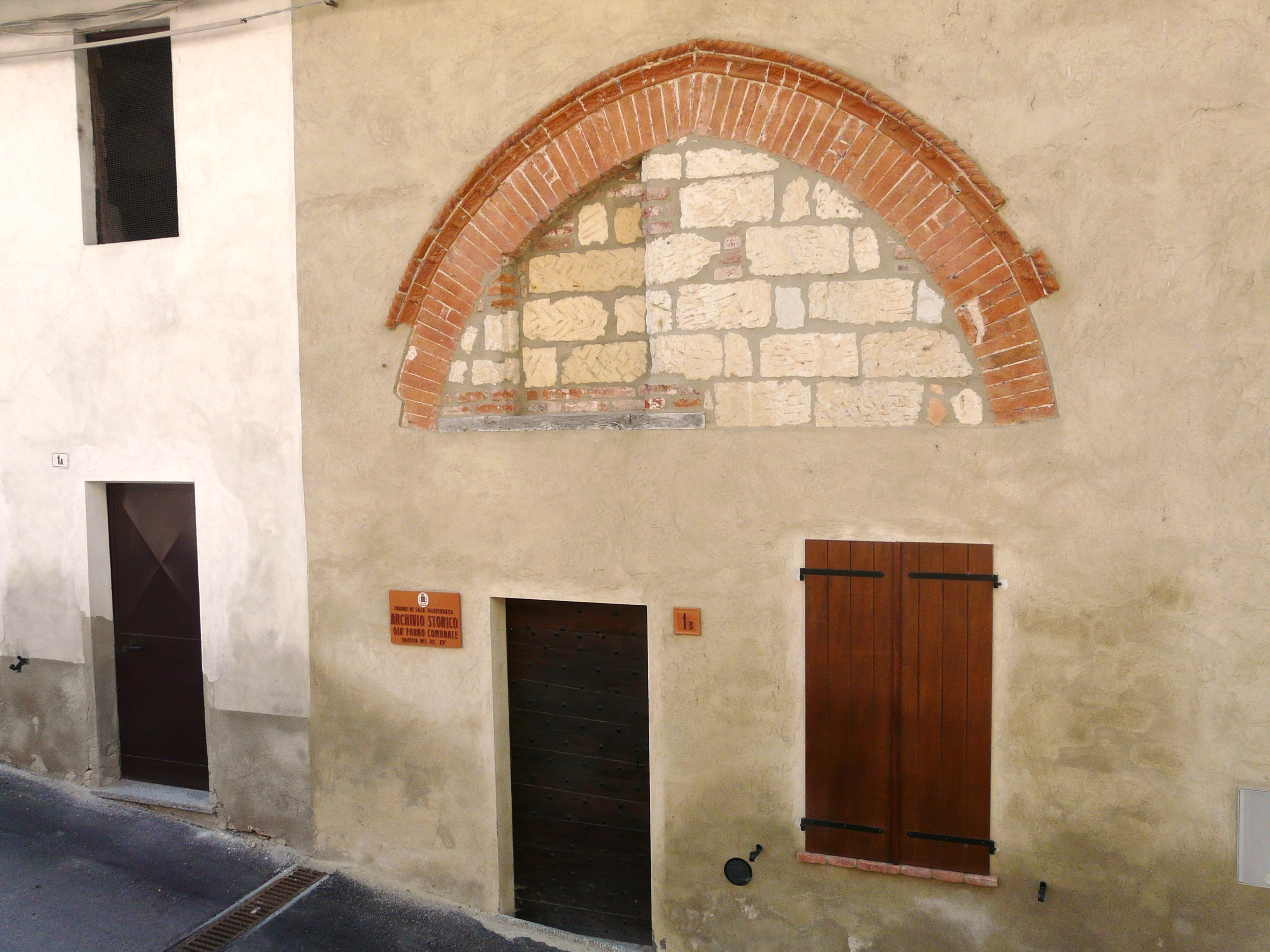
Arxiu històric
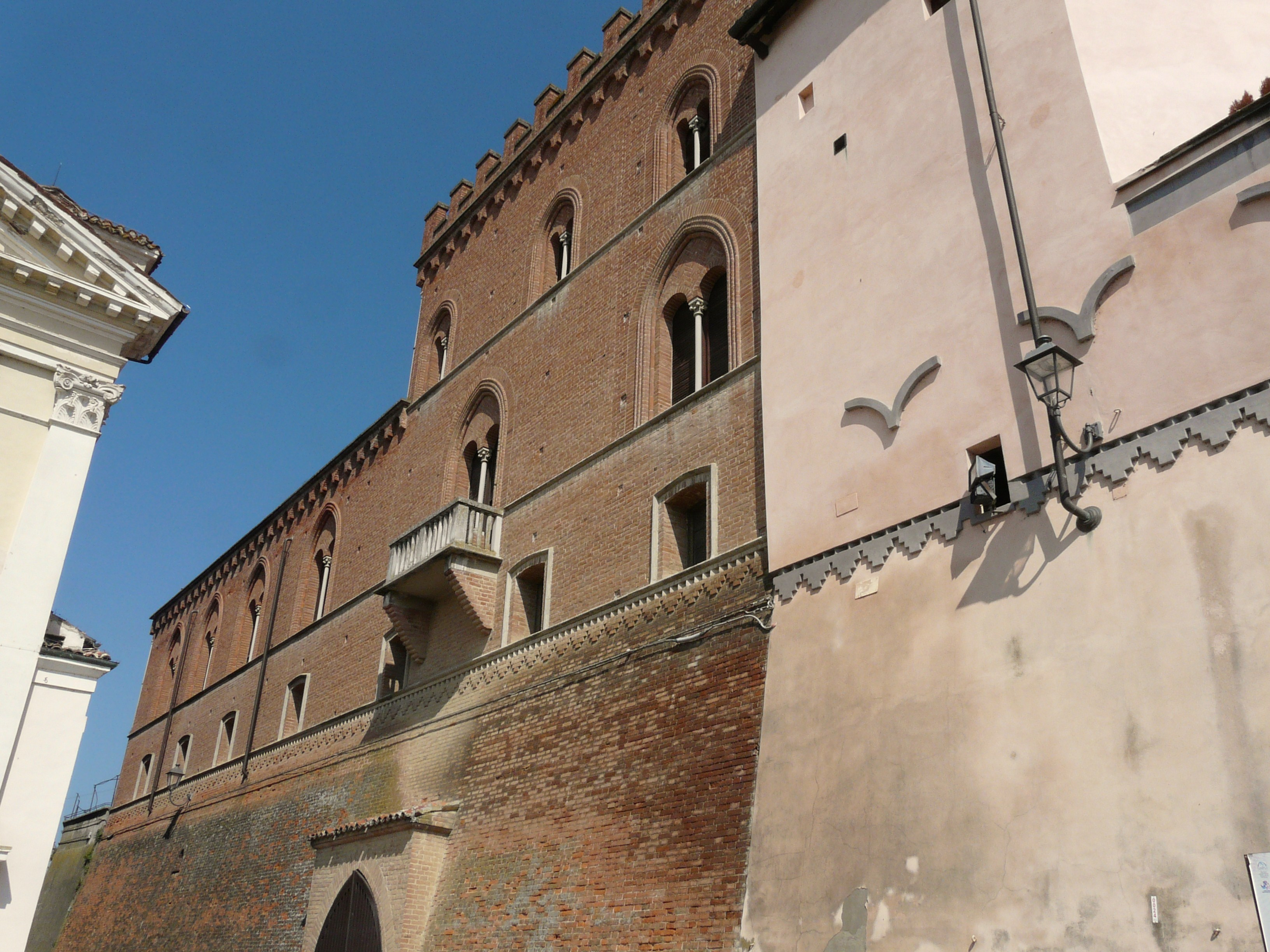
Castell de Sala Monferrato
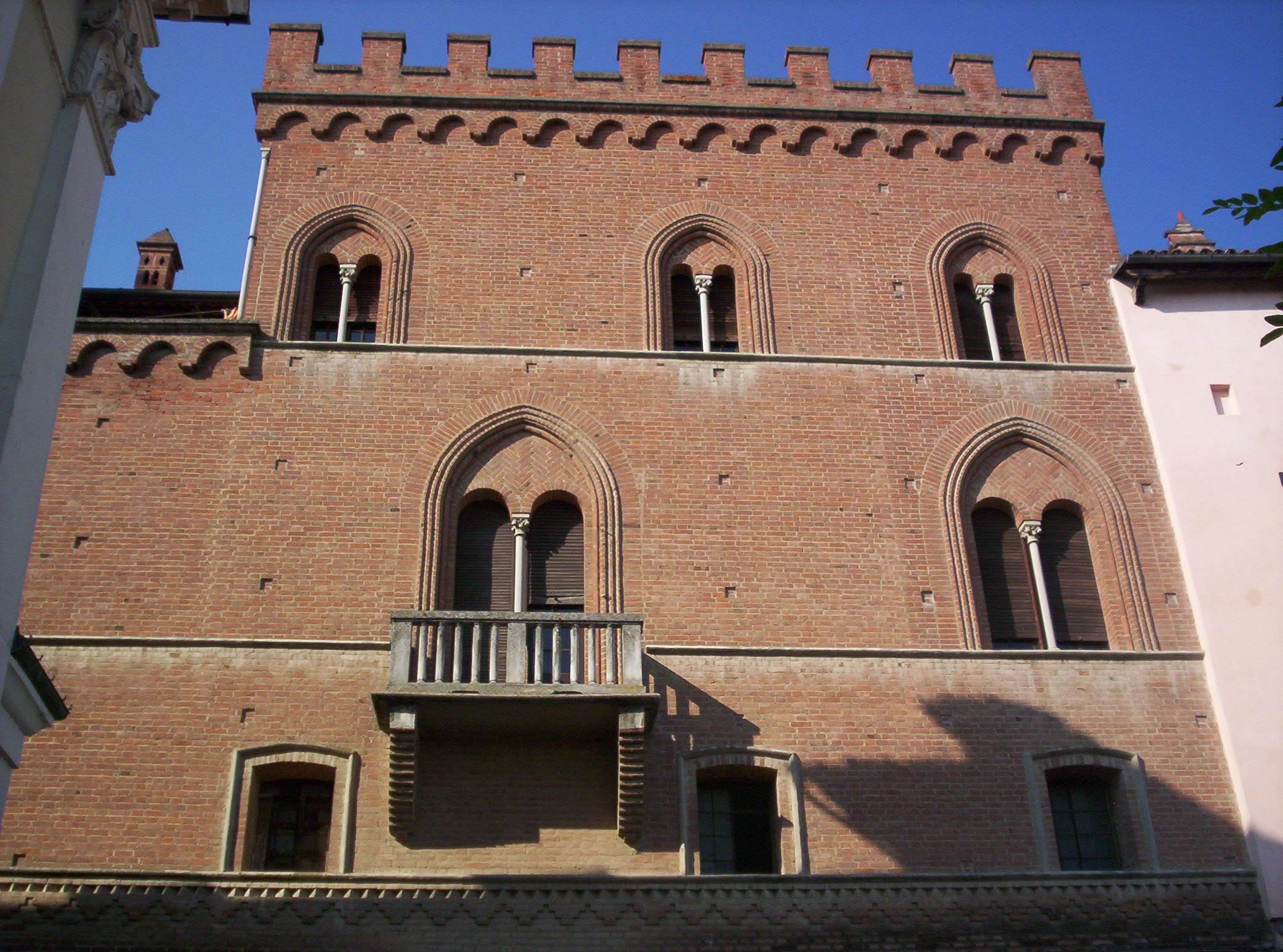
Façana del castell
Església de Santa Maria
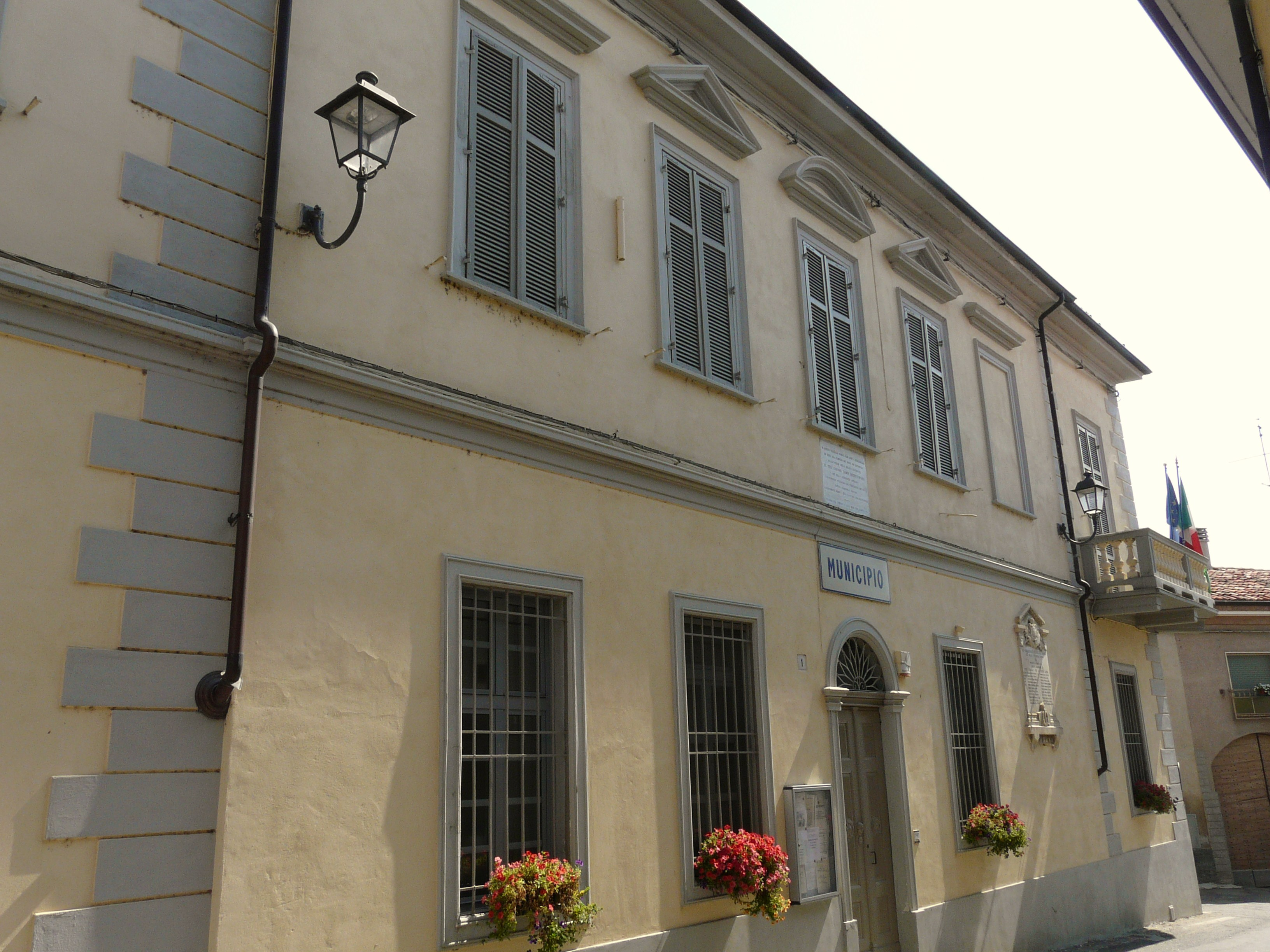
Ajuntament